# Репресії у Робітничо-Селянській Червоній Армії
Репресії в Робітничо-Селянській Червоній Армії – політичні репресії проти командного та керівного складу Червоної Армії та Військово-морського флоту, складова частина «Великого терору» 1937-1938 років у СРСР. Почалися в середині 1936 року, найбільшого розмаху досягли у 1937 році після судового процесу над маршалом М. М. Тухачевським та ще сімома воєначальниками. Репресії продовжувалися з різним ступенем розмаху до початку німецько-радянської війни. Наступна хвиля репресій припала на 1941-1942 роки і мала за мету знайти винних у поразках радянських військ на початковому етапі війни.

## Репресії проти військових спеціалістів
Ще до початку «Великого терору » відбулися репресії проти представників старого офіцерського корпусу російської імператорської армії, які служили у Червоній Армії – військових спеціалістів. У 1930-1931 роках за так званою справою «Весна» було репресовано біля 3000 колишніх офіцерів (серед них А. С. Снесарев, О. А. Свечин, Ф. Ф. Новицький, О. Є. Гутор та ін.).

## 1936-1938 роки
Улітку 1936 року почалися арешти командирів РСЧА, які раніше підтримували Троцького і входили до троцькістської антисталінської опозиції. Були заарештовані командир 8-ї механізованої бригади комдив Д. А. Шмідт, заступник командувача військами Ленінградського військового округу комкор В. М. Примаков, командир 25-ї Чапаєвської стрілецької дивізії комбриг М. О. Зюк, військовий аташе у Великій Британії комкор В. К. Путна, комкор С. А. Туровський.
На лютнево-березневому пленумі ЦК ВКП(б) 1937 року було проголошено початок боротьби з «ворогами народу» в армії. У цей час органи НКВС закінчили підготовку процесу проти маршала Тухачевського та інших воєначальників.
12 травня 1937 року був заарештований начальник Військової академії імені Фрунзе командарм 2-го рангу А. І. Корк, 15 травня – заступник командувача військами Московського військового округу комкор Б. М. Фельдман. 22 травня було заарештовано командувача військами Приволзького військового округу Маршал Радянського Союзу М. М. Тухачевський і голову Тсоавіахіму комкора Р. П. Ейдемана. 28 травня було заарештовано колишнього командувача військами Київського військового округу командарма 1-го рангу Й. Е. Якіра. 29 травня заарештували командувача військами Білоруського військового округу командарма 1-го рангу І. П. Уборевича. 31 травня після повідомлення про можливий арешт застрелився звільнений напередодні начальник Головного політичного управління Червоної Армії армійський комісар 1-го рангу Я. Б. Гамарник.
11 червня 1937 року Тухачевський та інші сім воєначальників були засуджені до розстрілу за організацію «військово-фашистської змови» та організацію державного перевороту.
Після цього процесу почалися масові арешти бійців і командирів РСЧА. Часто за кілька місяців у військовій частині могло змінитися до трьох-чотирьох командирів. Наприклад, у Білоруському військовому окрузі підряд було репресовано двох командувачів І. П. Уборевича та І. П. Бєлова. Було репресовано командувача КВО І. Ф. Федька, який замінив на посаді розстріляного Якіра. Репресовано було все командування Уральського військового округу – командувача комкора                       І. І. Гаркавого та його заступника комкора  М. І. Василенка.   
Звинувачення щодо арештованих були стандартні – участь у «військово-фашистській змові» та шпигунство на користь іноземних розвідок. Щодо заарештованих слідчі НКВС застосовували тортури.
У січні 1938 року було звільнено з посади начальника Генерального штабу Маршала Радянського Союзу О. І. Єгорова, а через рік його розстріляли. 28-29 липня 1938 року було розстріляно за вироком суду велику групу радянських командирів, серед них були Бєлов, Дибенко, Алксніс,  Кутяков, Грязнов та інші. Був розстріляний активний учасник Громадянської війни командарм 2-го рангу Каширін та два його брати. Було репресовано соратників командирів більшовицьких загонів під час радянсько-української війни Г. І. Котовського та М. О. Щорса – М. М. Криворучка, М. Я. Колесніченка, І. Н. Дубового та К. Ф. Квятека.
У серпні 1938 року під час боїв з японцями  на озері Хасан радянські війська зазнали дуже великих втрат. Після цього було репресовано командувача Далекосхідного фронту маршала В. К. Блюхера та командувача 1-ї Червонопрапорної армії комдива К. П. Подласа. Разом з ними було репресовано і все командування фронту.
Репресії тривали і на флоті. Були розстріляні командувач Чорноморського флоту флагман 1-го рангу І. К. Кожанов, командувач Північного флоту флагман 1-го рангу К. І. Душенов, командувач Амурської військової флотилії флагман 1-го рангу І. М. Кадацький-Руднєв, інспектор ВМФ флагман флоту 1-го рангу Е. С. Панцержанський, заступник начальника управління ВМС флагман 2-го рангу Я. І. Озолін, начальник ВМС РСЧА флагман флоту 1-го рангу В. М. Орлов та інші флотські начальники.
Репресіями в армії керував народний комісар оборони СРСР Маршал Радянського Союзу К. Є. Ворошилов. У репресіях також активну участь брали С. М. Будьонний, В. К. Блюхер, П. Ю. Дибенко, Л. З. Мехліс, Ю. О. Щаденко. На флоті репресіями керували П. О. Смирнов та М. П. Фриновський, які по черзі очолювали Народний комісаріат Військово-морського флоту і обоє самі були репресовані. 
Наприкінці 1938 року репресії пішли на спад. Причиною цього був великий кадровий голод у Червоній Армії та звільнення з посади наркома НКВС М. І. Єжова.

## 1939-1940 роки
Після зміни керівництва НКВС наприкінці 1938 року частину репресованих командирів було звільнено з ув'язнення і відновлено на військовій службі. Зокрема, було звільнено комдива К. К. Рокоссовського, комдива В. О. Юшкевича, комдива Г. О. Ворожейкіна, комдива К. П. Подласа, полковника С. І. Богданова, комбрига К. П. Трубникова , комбрига П. Ф. Жмаченка, комбрига О. А. Неборака, відновлено по службі комкора Л. Г. Петровського, капітана 2-го рангу Г. Холостякова та багатьох інших військових.
Але разом з тим у цей же час були розстріляні І. Ф. Федько, Г. Д.  Хаханьян, Г. Д. Базилевич, Г. І. Кассін  та ряд інших командирів.

## 1941 рік
Перед початком німецько-радянської війни репресії проти командного складу відновилися. Тепер вони були зосереджені проти командування Військово-Повітряних Сил і військ протиповітряної оборони. Причиною цього були висока аварійність радянських льотчиків та інцидент з німецьким бомбардувальником Ю-52, який у травні 1941 року безперешкодно перелетів над постами ППО і ВПС та приземлився у Москві. У рамках справи авіаторів було репресовано трьох колишніх командувачів ВПС генерал-полковника О. Д. Локтіонова, двічі Героя Радянського Союзу генерал-лейтенанта авіації Я. В. Смушкевича, Героя Радянського Союзу генерал-лейтенанта авіації П. В. Ричагова, командувача військами ППО Героя Радянського Союзу генерал-полковника Г. М. Штерна та інших військових. Також було арештовано народного комісара оборонної промисловості Б. Л. Ванникова та заступника народного комісара оборони СРСР Героя Радянського Союзу генерала армії К. П. Мерецкова. Усіх, крім Ванникова і Мерецкова, було розстріляно у жовтні 1941 року під Куйбишевим.
У перші дні німецько-радянської війни війська радянського Західного фронту зазнали катастрофічної поразки між Білостоком і Мінськом. Командування Західного фронту на чолі з Героєм Радянського Союзу генералом армії Д. Г. Павловим було арештоване і розстріляне у липні 1941 року. 
За «антирадянську агітацію і пропаганду» були репресовані генерали К. П. Пядишев і Ф. М. Романов.
16 серпня 1941 року було видано наказ Ставки №270, за яким радянські військовополонені були оголошені дезертирами і зрадниками. За цим наказом під час і після війни були репресовані генерали В. Я. Качалов, П. Г. Понеделін, М. К. Кирилов. 
За невдалі бойові дії були репресовані генерали С. І. Оборін, В. С. Тамручі, К. М. Качанов, В. С. Гончаров, І. Ф. Дашичев, І. С. Лазаренко, П. С. Кльонов, П. П. Собенников та ін. 

## Причини і наслідки репресій
Причинами репресій в РСЧА були ліквідація залишків троцькістської опозиції в армії, боротьба колишніх командирів Першої Кінної армії із групою Тухачевського за владу в армії та бажання Сталіна посилити контроль над збройними силами. Багато командирів Червоної Армії (Тухачевський, Примаков, Путна, Якір, Уборевич, Шмідт) були людьми Троцького і підтримували його ідеї. Також локальні конфлікти кінця 30-х років (громадянська війна в Іспанії, бої на озері Хасан, бої на річці Халгін-Гол, фінська кампанія) показали повну бездарність і некомпетентність ряду радянських командирів (зокрема, Блюхера).
Унаслідок репресій всі ключові посади в армії зайняли ветерани Першої Кінної армії: Будьонний, Щаденко, Кулик, Тимошенко,Тюленєв, Рябишев, Черевиченко, Апанасенко та ін. Також унаслідок репресій на чолі військ стали недосвідчені і нерішучі воєначальники, які були не готові командувати арміями і фронтами: Кирпонос, Павлов, Кузнецов,  Ричагов,  Фекленко, Рябишев, Голіков, Козлов, Парсєгов, Крючонкін, Ковальов, Коробков, Собенников, Дашичев, Черняк та інші. Недосвідченість командного складу була однією з причин поразок радянських військ на початковому етапі німецько-радянської війни. Негативні наслідки мали і репресії в армії під час війни. Також суттєво знизилася якість військової освіти, посилилася недовіра до командного складу в армії, різко посилилися політпрацівники та комісари.  
Але не треба забувати, що далеко не всі репресовані у 1937-1938 роках воєначальники були талановитими полководцями. Більшість з них були карателями і найбільше відзначилися під час придушення антибільшовицьких повстань (зокрема, Дибенко, Тухачевський, Уборевич, Дубовий, Якір, Криворучко). Дибенко та Блюхер взагалі не мали військової освіти.   
В цілому репресії в Червоній Армії негативно вплинули на обороноздатність СРСР в умовах початку Другої світової війни.   